# Sima del Elefante
La Sima del Elefante o Trinchera del Elefante (che in lingua spagnola significano rispettivamente: "voragine dell'elefante" e "trincea dell'elefante") designa una voragine scavata nell arenaria cretacica da un antico fiume sotterraneo nella Cueva Mayor della Sierra de Atapuerca in Spagna, un massiccio classificato come Patrimonio dell'umanità.
Nella cavità sono stati scoperti alcuni tra i più antichi fossili umani europei, datati a più di 1,2 milioni di anni fa. Nel corso del Pleistocene, il crollo di un pozzo alla sommità della voragine diede luogo ad un accumulo di sedimenti che hanno funzionato da trappola naturale. Nel corso del XIX secolo, gli scavi effettuati  per aprire una galleria ferroviaria hanno portato al ritrovamento di questi depositi e ciò ha permesso di rilevare la loro stratigrafia.
La Sima fa parte del sistema carsico della Sierra de Atapuerca. Le ricerche paleontologiche e geologiche sono iniziate nel 1992, mentre gli scavi nell'affioramento procedono in modo sistematico dal 1996.
Oltre ai resti umani, sono state scoperte ossa di erbivori che erano state lavorate e un centinaio di utensili in pietra scheggiata o del tipo Olduvaiano; uno di questi utensili si trovava anche nel livello stratigrafico precedente.
I fossili umani della Sima del Elefante permettono di constatare la presenza del genere Homo in Europa al tempo del Calabriano, con i giacimenti della regione dell'Orce, in Spagna, il sito di Pirro Nord, in Italia, e il sito di Kozarnika, in Bulgaria, che è un po' più antico.
La falange fossile ritrovata concorre a mostrare l'evoluzione della mano nel corso della storia del genere Homo, 
mentre i resti di fauna e l'industria litica forniscono informazioni sullo stile di vita dei primi abitatori europei.

## Descrizione del sito

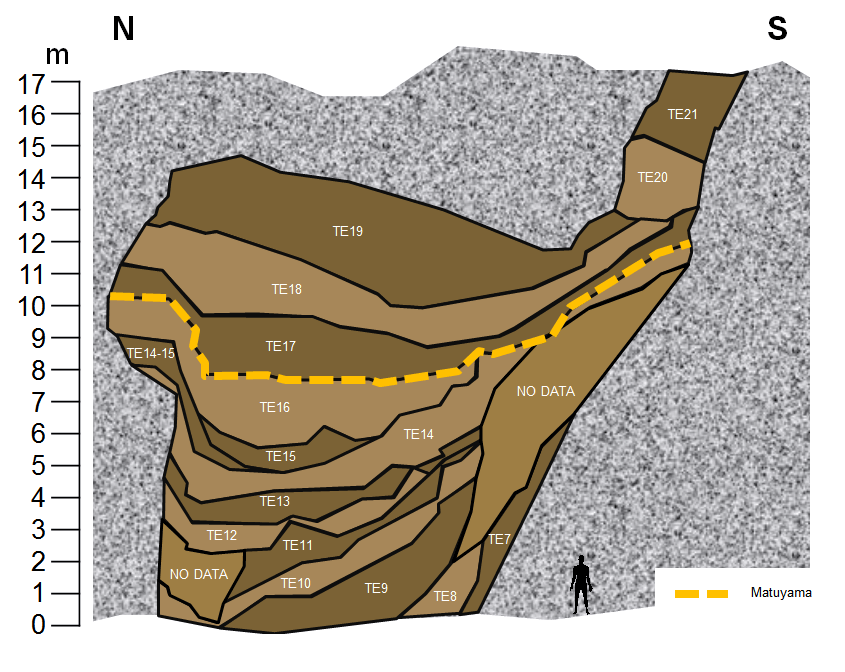
Sequenza stratigrafica della Sima del Elefante o Trinchera del Elefante (TE). Solamente negli strati da TE15 a TE17 non sono state trovate ossa fossili. Utensili litici sono stati trovati principalmente nello strato TE9 (più uno in TE8) assieme a una mandibola, un dente e una falange.

La cavità aveva un'altezza di 18 m. Vi si rifugiavano gli uccelli e funzionava da trappola per gli animali terrestri che vi si avventuravano, dando così luogo ad un accumulo di resti ossei che oggi forniscono informazioni sulla fauna, sul clima e facilitano la datazione dei reperti.
I sedimenti si trovano anche dall'altra parte della trincea. Nel 1996 un sondaggio effettuato sotto il livello inferiore T7, ha permesso di stabilire la stratigrafia precisa e ha mostrato che la base della cavità si trovava almeno 3,5 m al di sotto dei sedimenti. Fu pertanto scavato un pozzo che è sceso fino a 8 m di profondità. La stratigrafia viene oggi suddivisa in 21 livelli, 7 dei quali si trovano al di sotto del livello del terreno. Questi livelli sono stati classificati da T8 a T21.
Nel 2001 venne scoperto un molare, attualmente attribuito a un rinoceronte, che fu però inizialmente ritenuto appartenere a un elefante, dando così la denominazione alla voragine. Il successivo ritrovamento di un astragalo, attribuito a un elefante, ha fatto mantenere la denominazione.

## Datazioni
La datazione è un po' complicata dall'inclinazione dei livelli più bassi dei sedimenti, oltre che dalla miscelazione degli strati precedenti a causa dei diversi periodi di riempimento. La datazione viene pertanto continuamente riaggiornata. I diversi studi propongono comunque datazioni coerenti tra loro:
- Solo l'ultima inversione del campo magnetico terrestre, l'inversione di Brunhes-Matuyama è stata rilevata tra gli strati TE16 e TE17, il che permette di datare gli strati inferiori tra 1,78 e 0,78 milioni di anni.[3][4][10]
- La microfauna del livello TE9 ha potuto essere datata abbastanza precisamente a 1,4 milioni di anni fa per confronto con le specie note del Nord Italia.[3][4][11]
- Il metodo di datazione più efficace è stata la datazione attraverso gli isotopi cosmogenici dei radionuclidi 26Al e 10Be in un prelievo di quarzo. Un prelievo nel livello TE9b, 40 cm al di sopra della mandibola del livello TE9c, ha un'età di 1,22 milioni di anni.[11]

Si ritiene quindi che i sedimenti del livello TE9c e di quelli inferiori abbiano un'età di almeno 1,22 milioni di anni.

## Materiali

### Utensili
Negli strati da TE8 a TE14 sono stati trovati più di 80 prodotti dell'industria litica, concentrati soprattutto nel livello TE9. Sono tutti manufatti di tipologia piuttosto semplice (Olduvaiano), in selce o arenaria, materie prime disponibili a meno di 2 km di distanza. È stato trovato un utensile anche nel livello TE8. Tutti questi utensili sono tra i più antichi trovati in Europa, e l'oggetto proveniente dal livello TE8 sarebbe ancora più antico.
Nei livelli superiori, in particolare il TE19, sono stati trovati prodotti litici di fattura più recente (Acheuleano) o addirittura di transizione con il Musteriano. In questo caso i materiali utilizzati sono quarzite e arenaria, la cui provenienza è stata individuata a circa 3 km di distanza, oltre alla selce.
L'assenza di manufatti nei livelli intermedi da TE15 a TE17 impedisce di collegare i due tipi di industrie litiche osservate e di stabilire una continuità abitativa in questa regione.

### Resti animali
La maggior parte delle ossa ha potuto essere identificata con certezza: si sono trovati resti dell'ursus dolinensis, la specie scoperta nella Gran Dolina, e dell'orso di Deninger, antenati dell'orso delle caverne, di cui è stato trovato un cranio completo.
Si sono trovati anche resti di macaco, canidi, cervo, cavallo, lince d'Issoire, mammut, volpe, donnola, bisonte, megalocero, giaguaro europeo, iena macchiata, vari tipi di rinoceronte, lagomorfi e roditori. Non si sono potuti classificare con certezza i fossili di: felini, ippopotamo e proboscidati.
- Negli strati TE14 e inferiori si sono trovati più di 10.000 frammenti ossei. Resti di uccelli marini e un osso di anatra indicano che nel Pleistocene inferiore nei pressi del sito c'era una vasta distesa d'acqua.[3]  Il livello TE9 contiene la più vasta diversità di specie, tra cui anche resti di carnivori (cane, lince, giaguaro e orso) e di erbivori (mammut, bisonte, rinoceronte, cavallo, cervo) le cui ossa presentano numerose fratture fresche che, associate a impronte di denti, indicano una predazione naturale. I morsi non sono tuttavia sempre presenti; a volte sono visibili striature e segni di percussione.[3]
- I livelli da TE15 a TE17 segnano una discontinuità in quanto sono del tutto privi di frammenti ossei.[9] I livelli TE18 e TE19, più recenti, contengono numerosi resti animali tipici del Pleistocene medio: elefante, rinoceronte, cavallo, cervo, megalocero, bisonte, volpe, orso di Deninger, iena. La datazione consente di collegare questi strati al livello TD10 della Gran Dolina; il loro insieme permette di immaginare l'ambiente come quello di foresta umida contornata da grandi pianure più secche, con un clima identico all'attuale. La presenza importante di resti equini nel livello 19 indica l'esistenza di vaste pianure.[8]
- I livelli superiori TE20 e TE21, dove non è stato trovato nessun fossile, rappresentano gli stadi di otturazione della cavità. Gli uomini hanno lasciato le loro impronte sul mucchio di ossa animali: i resti della fauna del livello TE9 mostrano una maggiore proporzione di erbivori, in particolare bisonti. Inoltre le fratture per accedere al midollo e le striature per strappare la carne su alcune ossa lunghe, su una vertebra e una mandibola, sono caratteristiche dell'attività umana. L'assenza di scheletri completi indica che il consumo della carne non è avvenuto all'interno della grotta, ma piuttosto alla sua entrata.[9]

## Fossili umani

### Mandibola ATE9-1

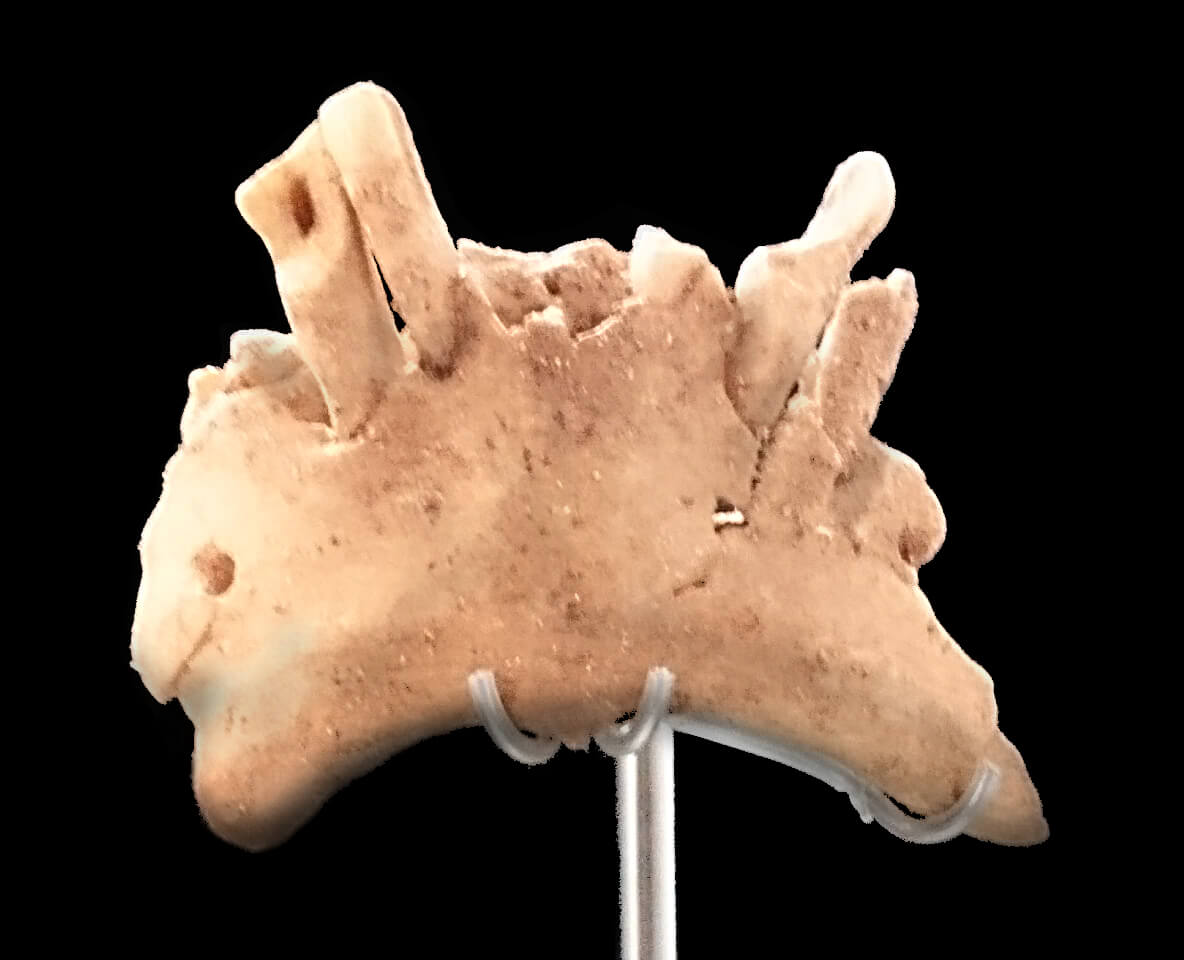
La mandibola umana ATE9-1 della Sima del Elefante, datata a 1,22 milioni di anni fa, esposta al Museo dell'Evoluzione Umana di Burgos.

Nel 2007, gli scavi condotti nel livello TE9c hanno portato in luce una mandibola umana in ottime condizioni di conservazione, con sette denti ancora presenti. Sulla mandibola è stata riscontrata la presenza di una ipercementosi, che indica un notevole stato di sofferenza per l'individuo, un adulto. Essendo stata datata a 1,22 milioni di anni fa, questa mandibola viene considerata uno dei più antichi resti umani d'Europa.

### Falange ATE9-2
Sempre nel livello TE9c, nel corso degli scavi condotti nell'estate del 2008 è stata scoperta una falange, a meno di 2 metri dalla mandibola. Sulla base dello sviluppo delle ossa degli uomini moderni, è stata identificata come la falange prossimale del mignolo sinistro di un individuo di circa 16 anni.

## Interpretazioni

### Presenza dei primi uomini in Europa
La mandibola, la falange e gli utensili litici del livello TE9 (e del TE8) sono tra le più antiche tracce conosciute della presenza dell'uomo nel continente europeo.

### Evoluzione della mano a partire dall’Homo habilis
Lo studio della mano nel corso dell'evoluzione del genere Homo può fornire informazioni sulla trasformazione culturale e anatomica dell'Uomo nel corso del tempo. La scarsità di reperti delle ossa della mano nel registro fossile, in particolare all'inizio del Pleistocene, non permette di conoscere quando essa abbia preso la sua forma definitiva.
È nota la maggior larghezza della falange nell'Uomo di Neandertal e nell'Uomo di Denisova rispetto all'Homo sapiens, ma non è chiaro se questa differenza è legata alla loro maggior robustezza, o se si trattasse di un carattere ancestrale. La falange della Sima del Elefante permette di apportare un elemento di comparazione: è più grande di quella dell’Homo sapiens, facendo pensare che siano gli uomini moderni a essere divenuti più gracili, piuttosto che i membri del lignaggio comune ai Neandertal e ai Denisova a essere diventati più robusti.
Ci sono infine differenze notevoli con le falangi dell'australopiteco, in quanto la forma della falange della Sima del Elefante resta identica a quella di altri fossili umani posteriori a 1,4 milioni di anni fa.

### Strategie di sostentamento
Alcuni autori hanno ipotizzato che gli uomini del Pleistocene inferiore non cacciassero direttamente le prede, ma sfruttassero le carogne lasciate dai carnivori più forti. Tuttavia il livello TE9c della Sima del Elefante mostra un accesso primario alla selvaggina procurata attraverso la caccia. Questo non impedisce che ci fosse anche un ricorso alle carogne, ma anche questa attività presenta rischi non trascurabili. È comunque richiesto un certo grado di cooperazione e socialità.

### Tassonomia
L'analisi morfologica comparata della mandibola non permette di attribuirla all' Homo antecessor. La mandibola ha alcuni tratti in comune con i primi esemplari del genere Homo in Africa e con l'Homo georgicus di Dmanissi, ma possiede dei tratti distinti che mostrano l'appartenenza a un gruppo umano differente. Inoltre l'ipercementosi di cui era afflitto l'individuo, ha un impatto sulla morfologia generale e rende difficile il confronto con altri fossili basandosi solo sull'aspetto esteriore.